# Англивьель де Лабомель, Лоран
Лоран Англивьель де Лабомель (фр. Laurent Angliviel de La Beaumelle; 28 января 1726 — 17 ноября 1773) — французский писатель, переводчик, литературный критик, публицист, библиотекарь, журналист.

## Биография
Лоран Англивьель де Лабомель родился 28 января 1726 года в Женеве в протестантской семье, был воспитан в католической вере, но потом присоединился в реформатской церкви родного города.
Преподавал французскую литературу в Копенгагене.
В 1751 году в Берлине познакомился с Франсуа-Мари Аруэ Вольтером, с которым у них произошла серьёзная ссора. Оба были приглашены Фридрихом II Прусским.
В 1752 году Лоран Англивьель де Лабомель переехал в столицу Франции. За свои «Notes sur le siècle de Louis XIV» (3 т. Франкф., 1753) он попал на полгода в Бастилию. В 1756 году его снова заключили на год под арест за письма Ментенон, напечатанные им в своих «Mémoires pour serviràl' histoire de M-me Maintenon». По освобождению был выслан из Парижа без права въезда. Писатель поселился в Тулузе, получил там место при Королевской библиотеке и умер 17 ноября 1773 года.
Конфликт с Вольтером сильно повлиял на Лабомеля, и многие его произведения тесно связаны с личностью французского мыслителя и его сочинениями. В конце XIX — начале XX века на страницах Энциклопедического словаря Брокгауза и Ефрона говорилось, что «на его ожесточённой литературной вражде к Вольтеру» и основывается «главная известность» писателя. Так, примером резкой полемики против Вольтера являются «Комментарии к „Генриаде“» («Commentaire sur la Henriade»). Вместе с тем, у Лабомеля были и оригинальные идеи — в «Терпимом азиате» («L’Asiatique tolérant, ou traité à l’usage de Zeokinizul, roi des Kofirans, surnommé le Chéri») он выступает предтечей концепции Руссо о праве народа на восстание.

## Труды
- Мои мысли (фр. Mes pensées; 1751)
- Заметки о веке Людовика XIV (фр. Notes sur le siècle de Louis XIV; 1753)
- Комментарии к Генриаде (фр. Commentaire sur la Henriade; 1775)